# Oselbach (Speyerbach)
Der Oselbach ist ein gut zwei Kilometer langer Bach im rheinland-pfälzischen Landkreis Bad Dürkheim, der nach einem südöstlichen Lauf von links in den Speyerbach mündet.

## Verlauf
Der Oselbach entspringt im Mittleren Pfälzerwald in einer kleinen Waldwiese zwischen dem Hohen Oselkopf (497,7 m ü. NHN) im Westen und dem Krottenbuckel (463,8 m ü. NHN) im Osten  auf einer Höhe von etwa 346 m ü. NHN.
Er fließt zunächst etwa 150 m in südsüdöstlicher Richtung durch die Waldwiese und erreicht dann den Mischwald. Dort speist ihn eine Quelle von rechts. Der Bach läuft dann durch ein enges und waldreiches Tal zwischen dem Niederen Oselkopf (428 m ü. NHN) im Westen und dem Steigberg (415,9 m ü. NHN) im Osten, unterquert noch die vom Elmsteiner Ortsteil Schwarzbach nach Elmstein führende Landesstraße 499 und mündet schließlich gut einen Kilometer westnordwestlich von Elmstein auf einer Höhe von etwa 248 m ü. NHN unterirdisch verdolt von links in den aus dem Westen kommenden oberen Speyerbach.
Auf der gesamten Länge des engen Waldtales folgt die Landesstraße 504 dem Bach auf dem oberen linken Hang; auf dessen Grund läuft neben dem Bach nur ein Wirtschaftsweg.